# 庫里奧諾波利斯

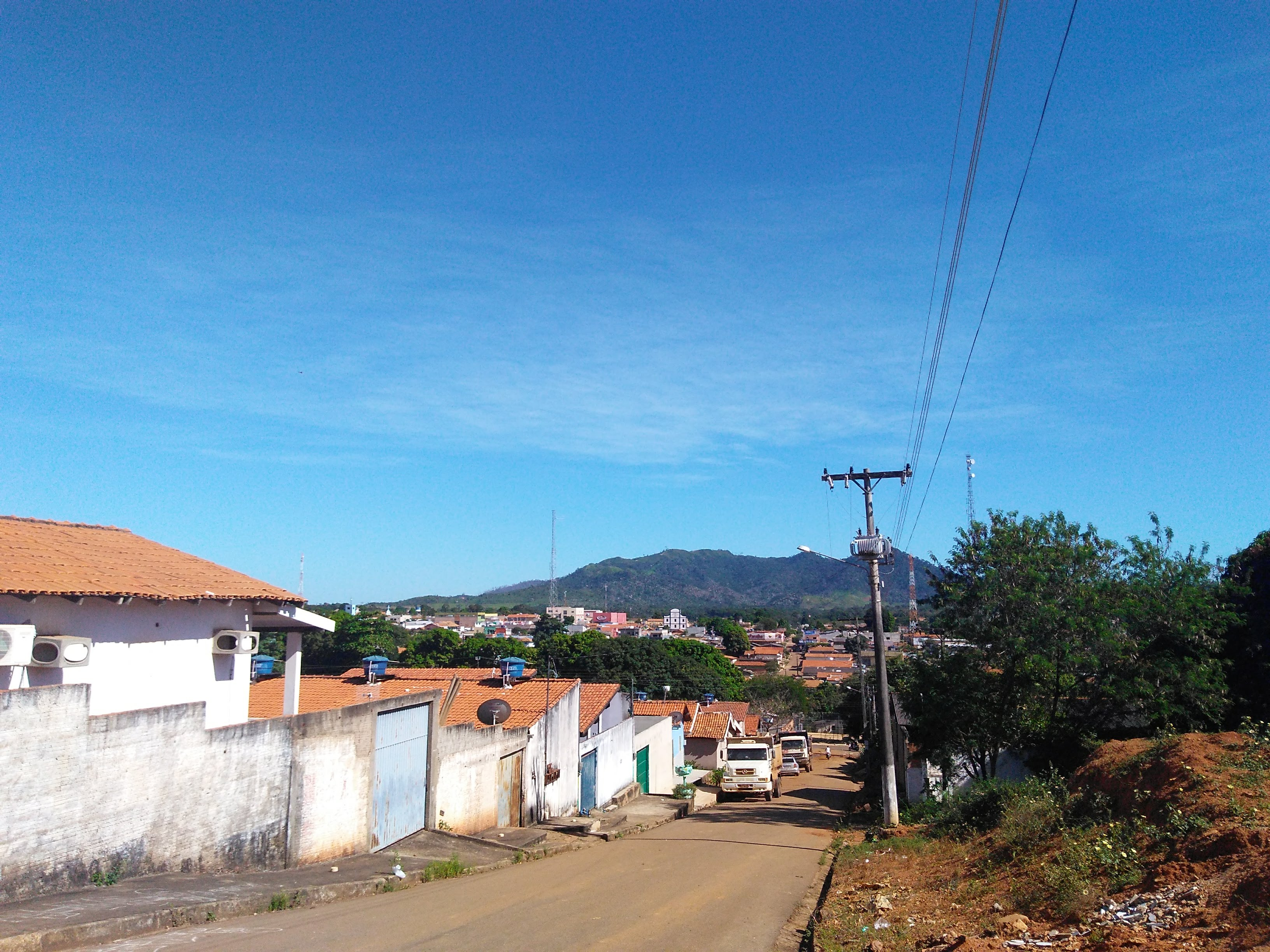
庫里奧諾波利斯

6°5′27″S 49°32′27″W / 6.09083°S 49.54083°W
庫里奧諾波利斯（葡萄牙語：Curionópolis），是巴西的城鎮，位於該國北部，由帕拉州負責管轄，始建於1977年5月10日，面積2,369平方公里，2012年人口18,108，人口密度每平方公里7.64人。